# 义安区
义安区，原为铜陵县，位于中國安徽省铜陵市西北郊，长江沿江南岸，是铜陵市下辖的一个市辖区。区域总面积为876平方公里，总人口约23万。区人民政府驻顺安镇。
唐代前期，铜陵县境原为宣城郡南陵县；唐文德元年(888年)，析南陵县工山、安定、凤台、归化、丰资五乡，置义安县，隶宣州，县治设于今顺安镇。南唐保大九年（951年），改义安县为铜陵县，属昇州，县治迁至铜官镇。2015年12月，撤销铜陵县，改设铜陵市义安区。

## 行政区划
义安区下辖1个街道办事处、6个镇、2个乡：
新桥街道、五松镇、顺安镇、钟鸣镇、天门镇、东联镇、西联镇、老洲乡、胥坝乡和义安经济开发区。

## 人口
根据铜陵市义安区第七次全国人口普查结果，现将2020年11月1日零时全区人口的基本情况公布如下：全区常住人口为227493人，与2010年第六次全国人口普查的253037人相比，减少了25544人，常住人口下降了10.09%，年均下降1.06%。